# David Kuntscher
David Kuntscher (* 15. Februar 2002 in Wiesbaden) ist ein deutscher Handballspieler, der beim TV Hüttenberg in der 2. Bundesliga spielt. Der gebürtige Wiesbadener lebte von 2018 bis 2022 in Melsungen und gehörte in der Saison 2021/22 zum erweiterten Profikader des Handballbundesligisten.

## Karriere
Kuntscher begann beim TSV Auringen mit dem Handballsport. Ab der C-Jugend spielte der Linkshänder für die HSG Wallau/Massenheim, 2018 folgte der Wechsel ins Internat der MT Melsungen. 2019 wurde Kuntscher mit der B-Jugend der MT Melsungen Deutscher Meister, und holte mit der U-17-Nationalmannschaft von Deutschland die Silbermedaille beim Europäischen Olympischen Jugendfestival in Baku, Aserbaidschan. Am 17. März 2021 bestritt Kuntscher sein Bundesligadebüt gegen die HSG Nordhorn-Lingen. Seit Sommer 2022 spielt er beim TV Hüttenberg.

## Torstatistik
| Bundesliga-Saison | Tore | Verein        |
| ----------------- | ---- | ------------- |
| 2021/2022         | 2    | MT Melsungen  |
| 2022/2023         | 82   | TV Hüttenberg |
| 2023/2024         | 146  | TV Hüttenberg |
| 2024/2025         | 91   | TV Hüttenberg |
| DHB-Pokal         | 11   | TV Hüttenberg |